# Manggarai (Sprache)

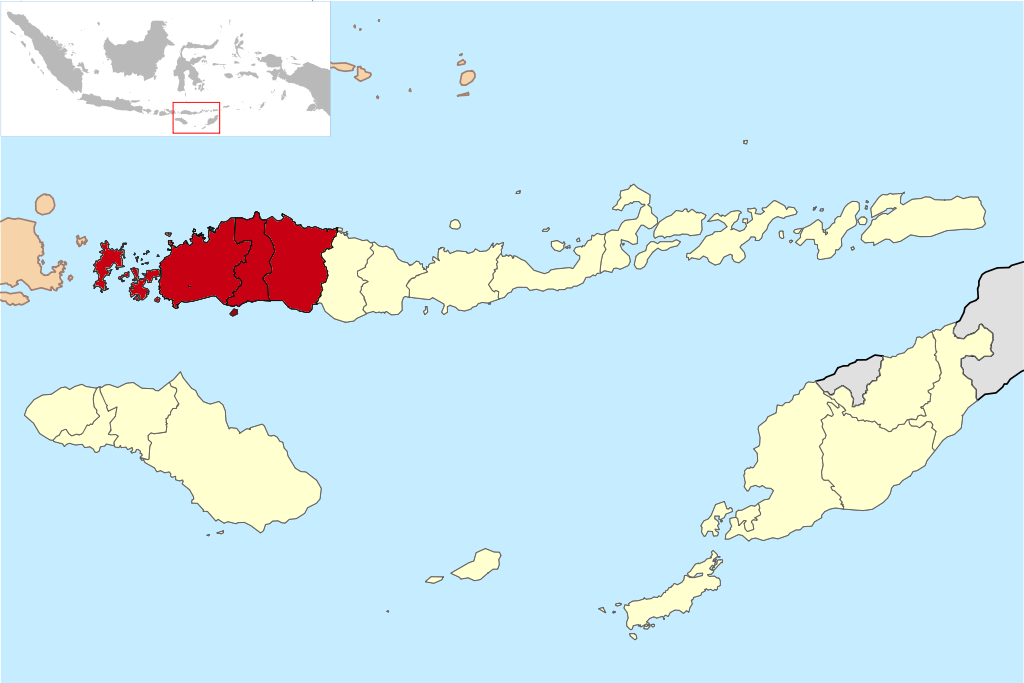
Karte der Regentschaft von "Greater Manggarai", die aus drei Bezirken besteht, nämlich: Manggarai-Distrikt, West-Manggarai-Distrikt und Ost-Manggarai-Distrikt, auf der Insel Flores, in der Provinz Ost-Nusa Tenggara, Indonesien.

Manggarai ist eine auf der Westhälfte von Flores in den Bezirken Manggarai, Manggarai Barat und Manggarai Timur vom gleichnamigen Volk der Manggarai gesprochene Sprache. Sie gehört zu den zentral-östlichen-malayo-polynesischen Sprachen der malayo-polynesischen Sprachen innerhalb der austronesischen Sprachen.